# Semiothisa dominicata
Semiothisa dominicata là một loài bướm đêm trong họ Geometridae.